# Patrizia Paoletti Tangheroni
Patrizia Paoletti Tangheroni (Il Cairo, 5 febbraio 1947) è una politica italiana.
Nata Patrizia Paoletti, ha assunto il secondo cognome dopo il matrimonio con il medievista Marco Tangheroni, del quale è vedova dal 2004.
Insieme al marito ha adottato tre ragazze ruandesi sopravvissute al genocidio che ha devastato quel paese nel 1994.

## Biografia
Nasce al Cairo in Egitto, da una famiglia di immigrati. Il bisnonno materno, Giuseppe Garozzo, dette vita a una delle più prestigiose ditte di costruzioni dell'Egitto che partecipò alla costruzione del Canale di Suez e costruì l'attuale Museo egizio del Cairo.
Con l'avvento del regime di Gamal Abd el-Nasser, che nazionalizza tutte le imprese straniere, la sua famiglia è costretta a lasciare l'Egitto e arriva così in Italia.
La famiglia si stabilisce a Pisa dove Patrizia Paoletti compie i suoi studi fino ai primi due anni della facoltà di Lettere e Filosofia. Si sposa giovanissima con Marco Tangheroni, che ha conosciuto a scuola. Insieme partono per Barcellona, dove Marco lavora come ricercatore di storia medievale.
Il progetto dei due giovani studiosi è di studiare il Mediterraneo medioevale sia a partire dalle fonti occidentali che da quelle arabe. Patrizia si è intanto trasferita all'Università di Cagliari dove Marco lavora come assistente all'istituto di storia medievale. Ha infatti ripreso lo studio della lingua araba e ha già conseguito una borsa di studio per partire a Tunisi. Il progetto non si realizza perché il marito si ammala gravemente e la giovane coppia si trasferisce a Lione, dove Marco subsce un'operazione di trapianto renale, nel quale donatore è il padre. Patrizia si laurea a Cagliari in Storia con una tesi su El libro de la orde da Caballeria di Raimondo Lullo.

## Agenzie umanitarie internazionali
Dopo alcuni anni trascorsi all'università, effettuando ricerche sulla formazione e lo sviluppo, alla fine degli anni '70 incontra l'Africa subsahariana, andando a trovare i genitori che si trovavano nella Repubblica Centrafricana, dove il padre sta coordinando un grande progetto zootecnico della Comunità Europea. Da quel momento l'Africa farà parte della sua vita. Lavora ininterrottamente per molte agenzie dell'ONU (FAO, UNICEF, UNESCO, UNDP, DTCD, ILO, OCHA) per quasi trent'anni nei paesi subsahariani, affondando problemi di sviluppo e di emergenza umanitaria. Non interrompe i suoi contatti con l'università e con il mondo della ricerca, mantenendo alcuni insegnamenti nel campo della Storia dei Paesi Afro-Asiatici e della metodologia della ricerca.

## Attività politica
Alle elezioni politiche del 1994 si candida per il centrodestra alla Camera di deputati nel Collegio uninominale di Pisa, ottenendo circa il 22% ma non venendo eletta.
È eletta deputata con Forza Italia alle elezioni politiche del 2001 nella circoscrizione Piemonte 2, ricoprendo vari ruoli parlamentari:
- Membro della terza Commissione Affari Esteri e Comunitari
- Segretario della prima Commissione Affari Costituzionali
- Membro della delegazione italiana presso il Consiglio d’Europa
- Vicepresidente della commissione Affari Sociali
- Presidente del comitato per l'applicazione della Carta Sociale Europea
- Vice presidente della commissione Infanzia

L'11 aprile 2006 viene confermata deputata alle elezioni del 2006 nella circoscrizione Emilia-Romagna, svolgendo varie funzioni:
- Membro della Commissione Affari Esteri della Camera dei Deputati
- Capogruppo
- Presidente Comitato Africa, alla Camera dei Deputati
- Membro della Commissione bicamerale per l'Infanzia

È poi candidata sindaco per il centrodestra al comune di Pisa alle elezioni comunali del 2008, venendo battuta da Marco Filippeschi; svolge il ruolo di capogruppo dell'opposizione in consiglio comunale dal 2008 al 2011.
Dal maggio 2016 è membro dell'assemblea dei soci della Fondazione Pisa.
Dal 2018 al 2024 è presidente della Fondazione Teatro Verdi di Pisa.